# 박종호 (1964년)
박종호(1964년 12월 7일 ~ )는 KBO 리그 OB 베어스에서 3루수로 뛴 야구 선수였다. 대전고등학교를 졸업하고 바로 OB 베어스 원년 멤버가 되었다. 프로 전체 선수 중 가장 나이가 적었고, 원년 네 경기에 출전한 것이 통산 기록의 전부다. 나이가 어리다 보니 기회가 그만큼 적었던 것이다.